# Gerhard Altenbourg

Gerhard Altenbourg

Gerhard Altenbourg, né le 22 novembre 1926 à Rödichen-Schnepfenthal, aujourd'hui un ortsteil de Waltershausen, et mort le 30 décembre 1989 à Meissen, est un artiste-peintre, sculpteur, dessinateur et aquarelliste allemand.

## Biographie
Gerhard Altenbourg est né le 22 novembre 1926 à Rödichen-Schnepfenthal.
Il est envoyé sur le front en 1944 où il est blessé. Après la guerre, il travaille comme journaliste.
Il utilise comme support le papier. Il y travaille à l'encre, à l'aquarelle, au pastel, au crayon, à la gouache et à la craie.
Il est mort le 30 décembre 1989 à Meissen.

### Bibliographie

Gerhard Altenbourg

### Liens externes

Gerhard Altenbourg
Gerhard Altenbourg